# Блайт (река)
Блайт (англ. Blyth River) — река в Северной территории, на севере Австралии. Длина реки — 175 км. Средний расход воды — 58,9 м³/с.

## Описание
Верховья реки находятся на востоке от Шэдфорт-Хилз (англ. Shadforth Hills) на высоте 194 м над уровнем моря. Блайт течёт на север через в основном необитаемую территорию, мимо небольшой общины Гамарди, прежде чем вливаться в залив Баукаут.
Водосбор занимает площадь 9219 квадратных километров и расположен между водосбором реки Ливерпул на западе, водосбором реки Гойдер на востоке и водосбором реки Ропер на юге. Среднегодовой расход воды составляет 1860 гигалитров.

### Притоки
Левые притоки — ручей Шэдфорт (англ. Shadforth), ручей Седлерс (англ. Saddlers), ручей Иммибар (англ. Immibar), река Кэдель (англ. Cadell).
Правые притоки — ручьи Гую (англ. Guyuyu) и Рангабуру (англ. Rangaburu).

## История
Река была названа Фрэнсисом Кэделлем в 1867 году в честь премьер-министра Южной Австралии Артура Блайта.
Дэвид Линдсей нанёс реку на свою карту в 1883 году во время своей экспедиции в Арнем-Ленд.

## Фауна
В реке водится много видов рыб: Ambassis, Terapontidae, Craterocephalus, Denariusa australis, Glossogobius, латес и многие другие.